# フジイ部屋
フジイ部屋（フジイべや）は、日本のプロレス団体DRAGON GATEに所属するユニット。

## 概要
2014年2月6日、後楽園ホール大会でkzy&問題龍組に勝利した琴香&リョーツ清水組の前にオレたちベテラン軍のドン・フジイが現れてリングに上がったフジイが琴香と組んでいるリョーツにいつまでたっても上に行けないとリョーツに言ったあと、リョーツをユニットに勧誘してリョーツは迷うことなくフジイと合体することを表明。また、フジイは結成以降もベテラン軍のメンバーとタッグを組んで試合を行っていることから離脱はしていない。
フジイ曰く「ドン臭いけど、そのドン臭さがまた個性になるんや。美味しい飯、美味しいお酒、これから巡業回って試合終わっていっぱいごちそうしたるわ。それがフジイ部屋の特権や」と言った。
なおリョーツはフジイとだけでなくフジイの所属するオレたちベテラン軍のメンバーと組むことも多くなる。
京都大会でリョーツが問題龍から勝ち星を奪い入門後初日を出すと「今日はご褒美として祇園の料亭行ってクラブ行って最後はかつ丼食べて締めよう」と祇園へ繰り出して行った。またリョーツの初勝利はダークマッチであるが富永千浩から勝利を得た。
2014年10月9日、清水がDia.HEARTSに加入したことで自然消滅となった。
2017年8月8日、後楽園ホール大会でワタナベヒョウ、シュン・スカイウォーカー、吉岡有紀、高嶋喝己がフジイに再結成を直訴してフジイも応じ再始動。
9月5日、後楽園ホール大会で吉岡は吉岡吉男、高嶋は高嶋高男とフジイが改名し、シュンとヒョウにフジイのコスチュームを着させようとしたが、シュンとヒョウがそれを拒否し、耐えられないと離脱すると吉岡も高嶋も怪我で離脱。再始動したフジイ部屋はなかったことに。

## メンバー
- ドン・フジイ（リーダー）
- シュン・スカイウォーカー
- ワタナベヒョウ
- 吉岡有紀
- 高嶋喝己

## 元メンバー
- リョーツ清水（2014年10月9日脱退）